# ستيف فورنس
ستيف فورنس (بالإنجليزية: Steve Furness)‏ هو لاعب كرة قدم أمريكية أمريكي، ولد في 5 ديسمبر 1950 في بروفيدنس في الولايات المتحدة، وتوفي في 9 فبراير 2000 في بيتسبرغ في الولايات المتحدة.

## وصلات خارجية
- ستيف فورنس على موقع مرجع كرة القدم المحترفة.كوم (الإنجليزية)